# Copiapoa angustiflora
Copiapoa angustiflora là một loài thực vật có hoa trong họ Cactaceae. Loài này được Helmut Walter, G.J.Charles & Mächler mô tả khoa học đầu tiên năm 2006.